# Bloodrock 3
Bloodrock 3 — третий студийный альбом американской группы Bloodrock, изданный в апреле 1971 года.
В своём третьем альбоме Bloodrock несколько меняют своё звучание. Кроме привычного для группы хард-рока, в альбоме также появляются элементы прогрессивного рока.
Песня «A Certain Kind» является кавер-версией одноимённой песни Soft Machine из их дебютного альбома The Soft Machine.

## Список композиций
| №                   | Название             | Автор(ы)                                      | Длительность |
| ------------------- | -------------------- | --------------------------------------------- | ------------ |
| 1.                  | «Jessica»            | Джон Нитзингер                                | 4:40         |
| 2.                  | «Whiskey Vengeance»  | Джим Ратледж, Стиви Хилл, Эд Гранди, Рик Кобб | 4:12         |
| 3.                  | «Song for a Brother» | Хилл                                          | 5:15         |
| 4.                  | «You Gotta Roll»     | Ратледж, Хилл, Нитзингер                      | 5:05         |
| 5.                  | «Breach of Lease»    | Ратледж, Хилл, Гранди, Кобб, Нитзингер        | 9:05         |
| 6.                  | «Kool-Aid-Kids»      | Нитзингер                                     | 6:12         |
| 7.                  | «A Certain Kind»     | Хью Хоппер                                    | 4:12         |
| 8.                  | «America, America»   | Гранди, Кобб                                  | 1:20         |
| Общая длительность: | Общая длительность:  | Общая длительность:                           | 40:01        |

## Участники записи
- Джим Ратледж — вокал
- Ли Пикенс — соло-гитара
- Ник Тейлор — ритм-гитара, бэк-вокал
- Стиви Хилл — клавишные, бэк-вокал
- Эд Гранди — бас-гитара, бэк-вокал
- Рик Кобб — ударные
- Терри Найт — продюсер

## Позиция в хит-парадах
| Год  | Страна | Хит-парад         | Позиция |
| ---- | ------ | ----------------- | ------- |
| 1971 | США    | Billboard Top LPs | 27      |